# U 183
U 183 war ein deutsches U-Boot vom Typ IX C/40, das im Zweiten Weltkrieg von der Kriegsmarine im Nord- und Westatlantik, in der Karibik sowie bei Operationen der Gruppe Monsun im Indischen Ozean eingesetzt wurde.
U 183 war eines der wenigen deutschen U-Boote, die von einem gegnerischen U-Boot versenkt wurden. Dabei starben am 23. April 1945 in der Javasee 60 Besatzungsmitglieder, und nur ein Mann überlebte als Kriegsgefangener.

## Bau und technische Daten
Die Bremer Werft der Deschimag Weser AG baute bereits seit 1934 – anfangs unter Geheimhaltung und gleichzeitiger Umgehung der Bestimmungen des Versailler Vertrages – U-Boote und stellte nach Kriegsbeginn ihre Produktion schwerpunktmäßig auf den U-Bootbau um. Die Werft baute vor allem die großen Boote der U-Boot-Klasse IX C. U 183 war Teil des acht Boote umfassenden fünfzehnten Bauauftrags, der an diese Werft erging. Ein solches Boot verdrängte über Wasser 1.144 t und im getauchten Zustand 1.247 t. Es war 76,76 m lang, 6,86 m breit und hatte aufgetaucht einen Tiefgang von 4,67 m. Bei Überwasserfahrt ergaben die beiden 2.200-PS-starken Dieselmotoren eine Höchstgeschwindigkeit von 18,3 kn (33,9 km/h). Bei Unterwasserfahrt ermöglichten zwei Elektromotoren mit insgesamt 1.000 PS eine Höchstgeschwindigkeit von 7,3 kn. Bei einer durchschnittlichen Marschgeschwindigkeit von 4 kn bei Unterwasserfahrt hatte ein IX C-Boot eine Reichweite von 63 sm. IX C Boote waren mit 22 Torpedos bewaffnet, die aus vier Bug- und zwei Hecktorpedorohren ausgestoßen werden konnten. Zusätzlich verfügten die Boote über Artilleriebewaffnung.

## Einsatz und Geschichte
Vom 1. April 1942 bis zum 30. September 1942 gehörte U 183 während seiner Einfahr- und Ausbildungszeit zur 4. U-Flottille in Stettin. Am 1. Oktober wurde das Boot der 2. U-Flottille zugeteilt und in Lorient (Westfrankreich) stationiert. Nach der Auflösung der deutschen Stützpunkte an der französischen Atlantikküste im Zuge der Befreiung Frankreichs durch die Alliierten wurde U 183, wie die meisten der großen U-Boote, der neugegründeten 33. U-Flottille zugeteilt. Das Boot absolvierte unter Heinrich Schäfer bis Mitte Mai 1943 zwei Feindfahrten im Nordatlantik und in der Karibik, auf denen es zwei Schiffe durch Torpedos versenkte: am 3. Dezember 1942 das britische Frachtschiff Empire Dabchick (Lage), und am 11. März 1943 den niederländischen Dampfer Olancho.

### Monsun-Boot
Am 3. Juli 1943 lief U 183 von Lorient mit einer kleinen Gruppe weiterer U-Boote mit Ziel Indischer Ozean aus. Die sogenannte Gruppe Monsun operierte von japanisch besetzten Stützpunkten aus vor der ostafrikanischen Küste, im Arabischen Meer, vor Australien, im Pazifik und im Indischen Ozean. U 183 erreichte den Stützpunkt im malayischen Penang am 20. Oktober 1943. Von hier aus verlegte es im November nach Singapur. Dort übernahm Fritz Schneewind (1917–1945) das Kommando. Er unternahm mit U 183 zwei Feindfahrten von Penang aus und versenkte oder beschädigte dabei im Indischen Ozean drei Schiffe:
- Am 29. Februar 1944 wurde das britische Motorschiff Palma mit Torpedo versenkt. (Lage)
- Am 9. März 1944 wurde der britische Dampfer British Loyalty schwer beschädigt. Die British Loyalty lag im Addu-Atoll vor Anker, als sie von U 183 torpediert wurde. Das Schiff konnte später geborgen werden und wurde als Hulk verwendet.[5]
- Am 5. Juni 1944 wurde der britische Dampfer Helen Moller durch Torpedo versenkt. (Lage)

Im November 1944 verlegte das Boot zunächst nach Kobe und dann im März 1945 nach Batavia auf Java. Von dort lief U 183 am 21. April 1945 zu seiner letzten Unternehmung aus.

## Versenkung

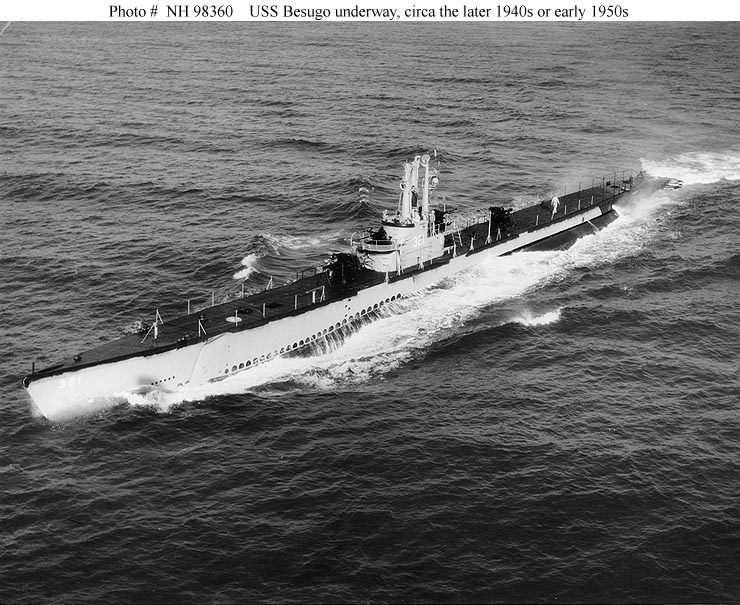
USS Besugo versenkte U 183

U 183 wurde am 23. April vom US-amerikanischen U-Boot USS Besugo unter dem Befehl von Commander H.E. Miller in der Java-See südlich der Insel Borneo versenkt. Das amerikanische U-Boot hatte an diesem Tag Tieftauchversuche durchgeführt und beim Auftauchen nach längerem Tauchgang, während des Rundblicks mit dem Sehrohr, ein Fahrzeug entdeckt. Zunächst hielt man es für ein Segelboot, doch als sich das Fahrzeug näherte und gleichzeitig Schraubengeräusche wahrgenommen wurden, konnte der vermeintliche Segler als U-Boot-Turm identifiziert werden. Es handelte sich um  U 183. Zum Schutz gegen versehentliche Angriffe japanischer Streitkräfte war an seinem Turm die Flagge der japanischen Marine gehisst worden. Commander Miller schoss einen 6er Fächer auf das deutsche Boot, von dem ein Torpedo mittschiffs traf und das Boot versenkte, das innerhalb weniger Sekunden sank. Als das U-Boot Besugo die Versenkungsstelle erreichte, schwamm ein Mann in einem sich ausbreitenden Ölfleck, Obersteuermann Karl Wisniewski (1915–1990), einziger Überlebender von U 183. 60 Mann der Besatzung starben. Wisniewski, der Knochenbrüche am Oberschenkel, Schlüsselbein und Rippen erlitten und drei Zähne verloren hatte, wurde von Besugo als Kriegsgefangener an Bord genommen und kehrte im Januar 1946 nach Deutschland zurück.